# Mondonville
Mondonville – miejscowość i gmina we Francji, w regionie Oksytania, w departamencie Górna Garonna.
Według danych na rok 1990 gminę zamieszkiwało 1366 osób, a gęstość zaludnienia wynosiła 115 osób/km² (wśród 3020 gmin regionu Midi-Pireneje Mondonville plasuje się na 257. miejscu pod względem liczby ludności, natomiast pod względem powierzchni na miejscu 959.).

## Zabytki

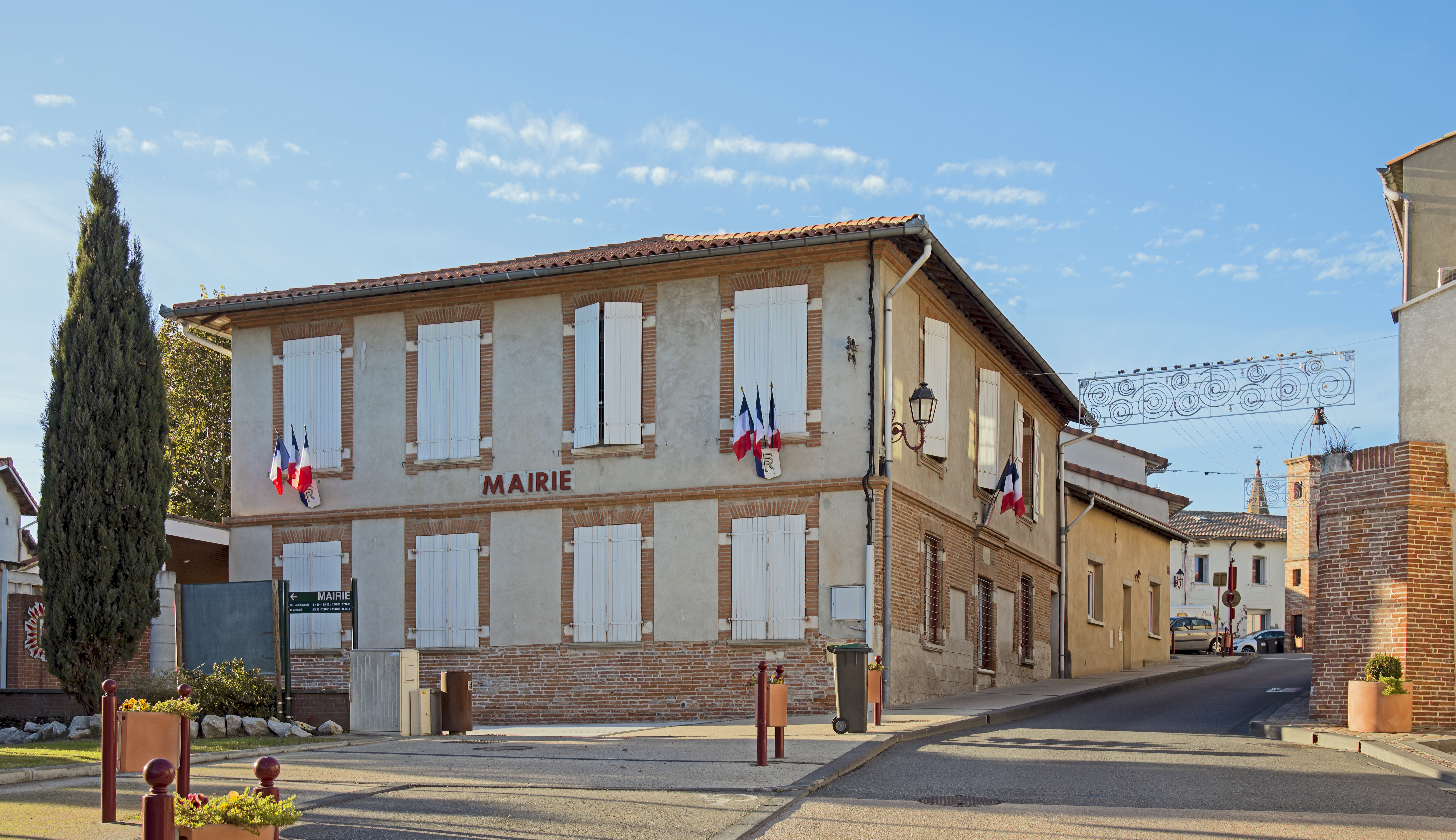
Ratusz
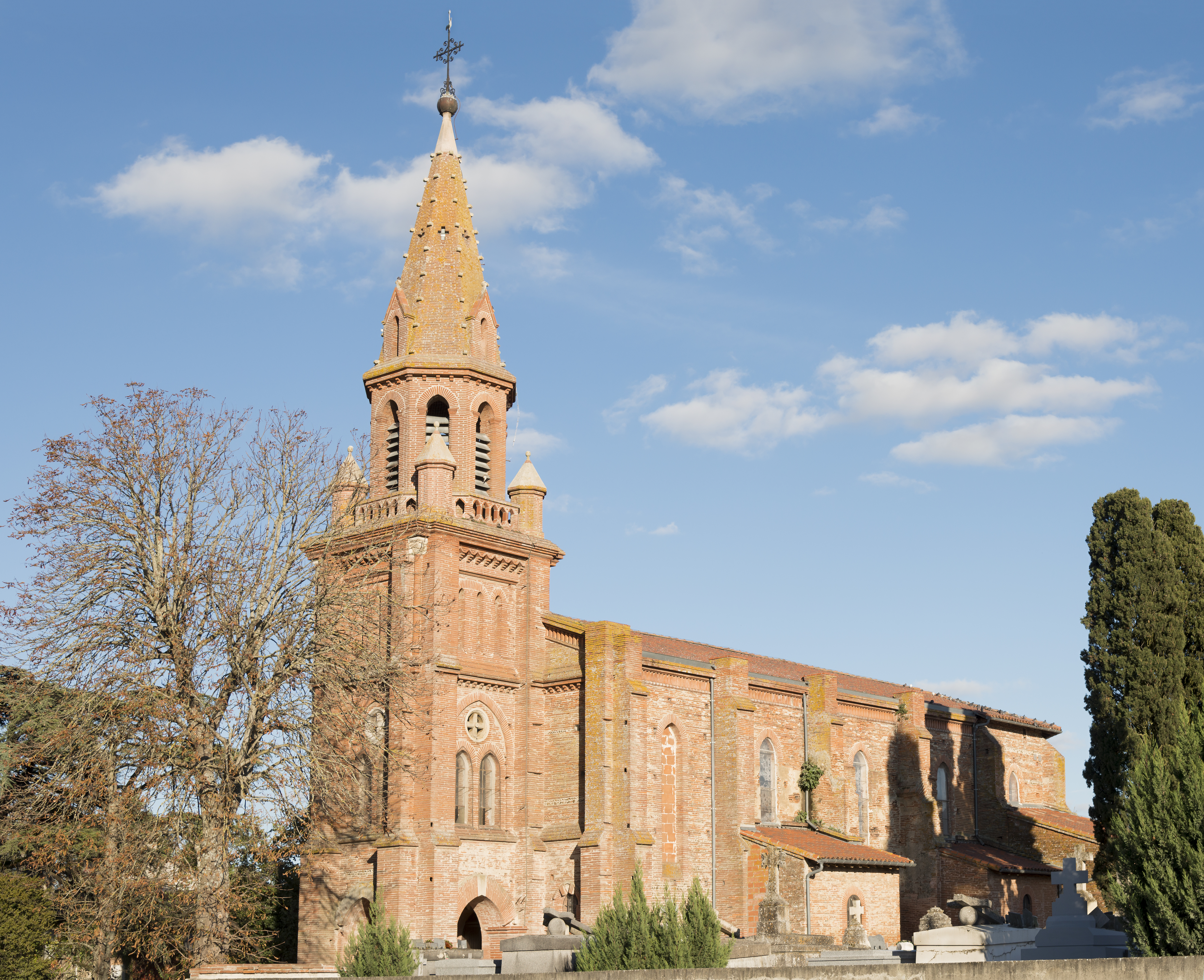
Kościół
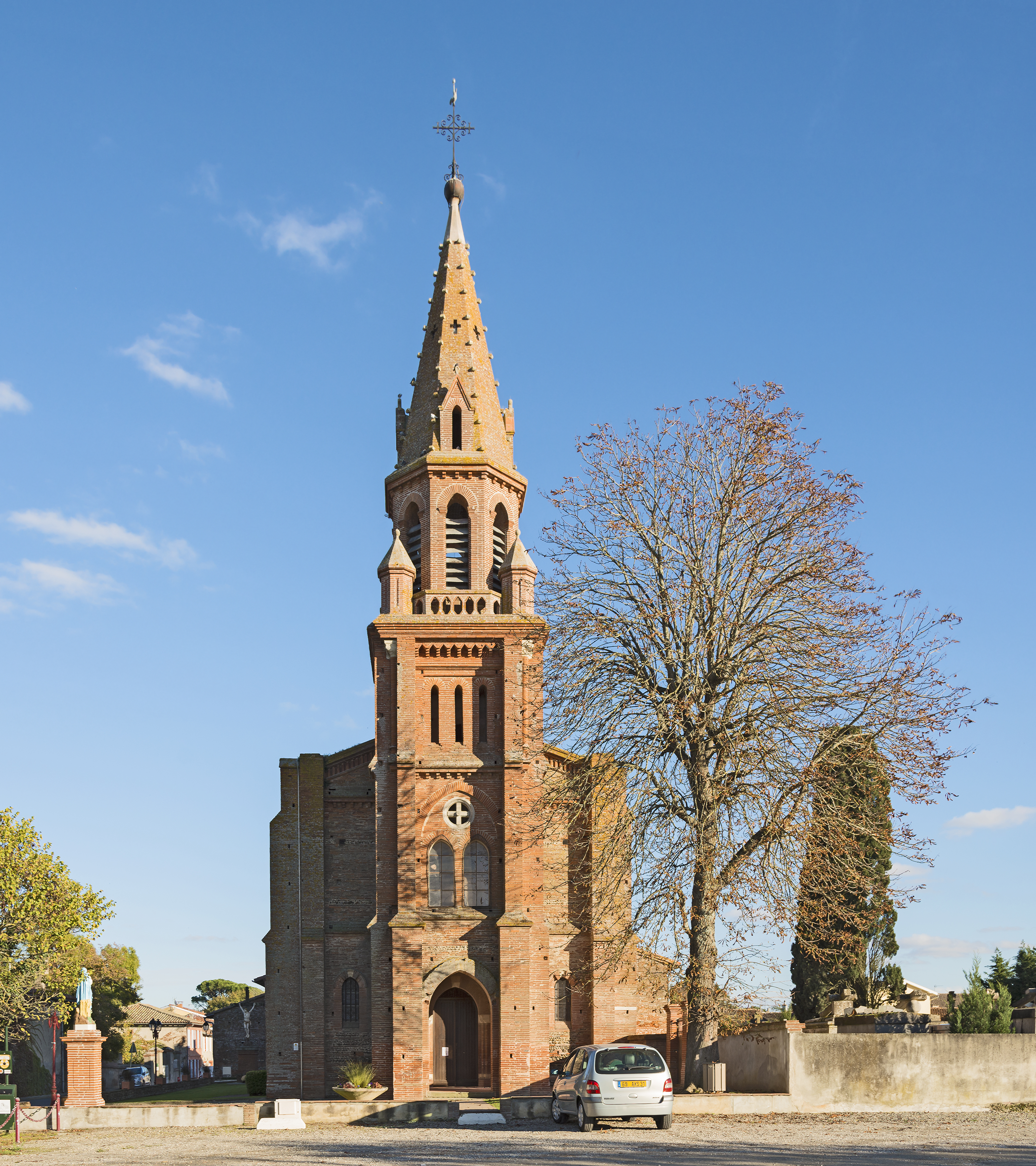